# Cursty Jackson
Cursty Jackson est une joueuse de volley-ball américaine née le 11 septembre 1990 à Los Angeles (Californie). Elle mesure 1,88 m et joue au poste de centrale. Elle totalise 11 sélections en équipe des États-Unis.

## Biographie
Mariée depuis le 28 Déc 2019 à Kévin Le Roux

## Clubs
| Club                  | De        | À         |
| --------------------- | --------- | --------- |
| University of Arizona | 2007-2008 | 2010-2011 |
| Quimper Volley 29     | 2012-2013 | 2012-2013 |
| Rabita Bakou          | 2013-2014 | 2013-2014 |
| Dresdner SC           | 2014-2015 | 2014-2015 |
| Galatasaray İstanbul  | 2015-2016 | 2015-2016 |
| Hitachi Rivale        | 2016-2017 | …         |

## Palmarès

### Équipe nationale
- World Grand Champions Cup
  - Finaliste : 2013.
- Coupe panaméricaine
  - Vainqueur : 2015[2]
  - Finaliste : 2014[3].
- Jeux Panaméricains
  - Vainqueur : 2015.

### Clubs
- Championnat d'Azerbaïdjan
  - Vainqueur : 2014.
- Championnat d'Allemagne
  - Vainqueur : 2015.
- Coupe de la CEV
  - Finaliste : 2016.
- Coupe de l'impératrice
  - Finaliste :  2016.